# Лонг, Нил
Нил Брэдли Лонг (англ. Neal Bradley Long; 19 сентября 1927, Кэмптон, округ Вулф, штат Кентукки — 12 июня 1998, Тюрьма Federal Medical Center, округ Олмстед, штат Миннесота, США) — американский серийный убийца, совершивший серию из как минимум 21 нападения с огнестрельным оружием на территории города Дейтон (штат Огайо) из-за расовой нетерпимости в период с  1972 года по сентябрь 1975 года, в результате которых 7 человек было убито, а 14 получили огнестрельные ранения различной степени тяжести. Большинство из жертв являлись чернокожими мужчинами. Свою вину Лонг признал полностью, вследствие чего  был осужден и получил в качестве наказания несколько сроков в виде пожизненного лишения свободы.

## Биография
О ранних годах Нила Лонга известно крайне мало. Известно, что Нил Лонг родился 19 сентября 1927 года в городе Кэмптон, штат Кентукки. В 1944 году он покинул территорию штата Кентукки и переехал в город Дейтон, штат Огайо, где Нил провел все последующие годы жизни вплоть до своего ареста. В конце 1940-х он женился, впоследствии в браке у него родилось семеро детей. В середине 1960-х Нил Лонг начал демонстрировать признаки психического расстройства и агрессивное поведение по отношению к афроамериканцам.
31 октября 1966 года он явился в полицейский участок и заявил, что летом 1944 года, будучи 17-летним парнем, он совместно с другом стал жертвой нападения со стороны темнокожего парня. В ходе самообороны Лонг нанес ему ножевое ранение в область лица, после чего покинул место инцидента, оставив нападавшего афроамериканца истекать кровью.  После дачи признательных показаний Нил Лонг был задержан, но вскоре отпущен на свободу, так как полиция не смогла найти никакой информации в архивах о подобных инцидентах, произошедших в указанное Нилом Лонгом время и месте.
В 1968 году из-за ухудшения психического здоровья Лонг обратился за помощью к психиатру, после чего он на добровольной основе согласился пройти курс лечения в психиатрической клинике «Dayton Mental Health Center», где он провел 3 месяца и ему был поставлен диагноз эмоционально неустойчивое расстройство личности. Лонг проявлял интерес к огнестрельному оружию, являлся фанатом военной атрибутики, имел в своем владении несколько дробовиков и пистолетов. На момент ареста Нил Лонг находился в состоянии развода с женой и работал рабочим на одной из станций технического обслуживания автомобилей в Дейтоне.

## Убийство Чарльза Глэтта и разоблачение
Во второй половине дня 19 сентября 1975 года Нил Лонг явился в офис доктора социологических наук 46-летнего Чарльза А. Глэтта, после чего четыре раза выстрелил в него из пистолета. Через несколько минут Лонг был арестован охранниками здания, а Чарльз Глэтт в тяжелом состоянии отправлен в больницу, где скончался из-за осложнений через три часа после стрельбы. Чарльз А. Глэтт работал в Университете штата Огайо и на момент смерти считался одним из ведущих специалистов в области разработок и внедрения программ десегрегации школ в крупных городах США. К 1975 году Глэтт разработал планы отмены сегрегации в государственных школах в 18  штатах, и в начале 1975 года был назначен Апелляционным судом 6-го округа США для разработки аналогичного плана десегрегации для школьной системы Дейтона. План Глэтта по десегрегации должен был быть завершен к 3 ноября 1975 года. Нил Лонг заявил, что мотивом убийства послужила деятельность Глэтта, согласно плану которого в Дейтоне начала приводиться в действие принудительная перевозка темнокожих детей в школы с большинством белых учеников и наоборот, в результате которых между детьми разных цветов кожи в учебных заведениях начали происходить конфликты, вырос уровень преступности, а его 12-летний сын Марк Лонг стал подвергаться физическим нападкам со стороны афроамериканских детей.
После ареста Лонг признался в том, что в период с 1972 по 1975 года, будучи в состоянии алкогольного и наркотического опьянений, в позднее время суток совершил от 25 до 30 нападений на афроамериканцев с применением огнестрельного оружия, в результате которых несколько человек было убито. Серия убийств в Дейтоне вызвала моральную панику, а преступник получил прозвище «Убийца с дробовиком». Горожане организовали патрулирование улиц города в ночное время. Было предложено вознаграждение в размере 10 000 долларов за информацию об «Убийце из дробовика». Ряд организаций по защите прав афроамериканцев обратились к администрации города с просьбой  объявить в Дейтоне чрезвычайное положение. Полиция Дейтона отчаянно пыталась раскрыть дело и обратилась за помощью к ФБР, которое отказалось в предоставлении помощи. Несмотря на то, что  показания Лонга были подвергнуты сомнению, в последующие недели он был опознан как стрелок несколькими свидетелями убийств и выжившими жертвами. В ходе обыска его апартаментов было найдено несколько дробовиков и пистолетов.
Впоследствии, сопоставив показания Лонга с датами, географическими данных и временем года, когда им якобы были совершены убийства, следствие предъявило Нилу обвинение в совершении 6 убийств, за исключением обвинения в совершении убийства Чарльза Глэтта. Так он был обвинен в совершении нападения на Эдди Фресон 21 августа 1972 года, в результате которого Фресон получил огнестрельные ранения, но остался в живых. 26 сентября 1973 года Лонг застрелил Эдварда Тиллмана и ранил и Джеймса Уоттса. 23 мая 1975 года Нил Лонг выстрелил из салона своего автомобиля в толпу афроамериканцев, собравшихся на вечеринке, в результате чего получил тяжелое ранение в руку Джордж Ингрэм. В июле 1975 года Лонг застрелил 27-летнего Ларри Ромайна и 21-летнего Роберта Хоарда. Через несколько дней Нил Лонг совершил нападение на Леонарда Гоффа и Линду Гей, в результате чего Гофф и Гэй получили огнестрельные ранения различной степени тяжести, но остались в живых. Действуя схожим образом, Нил Лонг совершил ещё три убийства. Мотивом совершения преступления согласно свидетельствам Нила Лонга явился расизм.

## Суд
В конце сентября на одном из досудебных слушаний адвокаты Лонга подали ходатайство о проведении судебно-психиатрической экспертизы для установления степени его вменяемости, которое было удовлетворено. Нил Лонг по результатам экспертизы 4 ноября того же года был признан вменяемым и подлежащим уголовной ответственности.
Судебный процесс открылся в конце 1976 года по обвинению в убийстве Чарльза А. Глэтта. Нил Лонг полностью признал свою вину и выразил раскаяние в содеянном. В ноябре 1976 года он был признан виновным в убийстве Глэтта, на основании чего 27 декабря того же года получил в качестве наказания два последовательных срока в виде пожизненного лишения свободы. После оглашения приговора Лонг предстал перед судом по обвинению в убийстве 6 человек и впоследствии был также осужден, получив в качестве наказания ещё несколько сроков в виде пожизненного лишения свободы.

## Смерть
Вследствие того, что мотивом совершения убийств послужил расизм, Нил Лонг все последующие годы жизни провел в различных федеральных тюрьмах за пределами штата Огайо под вымышленным именем в целях собственной безопасности. В середине 1990-х он был этапирован в федеральную тюрьму
Federal Medical Center, расположенной на территории штата Миннесота, где умер, будучи в заключении, 12 июня 1998 года.
Попытка десегрегации школ в США, которая послужила причиной агрессивного поведения Лонга по отношению к афроамериканцам и причиной убийства Чарльза Глэтта, закончилась провалом в стране и была прекращена в 1980-х годах.